# Christine Williams Ayoub
 Christine Williams Ayoub (* 7. Februar 1922 als Christine Williams in Cincinnati, Ohio; † 18. Juli 2024 im State College, Pennsylvania) war eine US-amerikanische Mathematikerin und Hochschullehrerin. Sie war Professorin an der Pennsylvania State University.

## Leben und Werk
Christine Williams wurde als Tochter der Pianistin Anne Christine Sykes und des Mathematikers William Lloyd Garrison Williams geboren. Sie studierte Mathematik und promovierte 1947 an der Yale University bei Reinhold Baer und Nathan Jacobson mit der Dissertation A Theory of Normal Chains. Von 1947 bis 1951 war sie Ausbilderin an der Cornell University. 1950 heiratete sie den Mathematiker Raymond Ayoub, mit dem sie 1953 ihre Tochter Cynthia Anne und 1955 ihre Tochter Daphne Nazeera bekam. Von 1951 bis 1952 war sie Stipendiatin der National Science Foundation und studierte an der Harvard University. 1952 bekamen sie und ihr Ehemann eine Assistenzprofessur an der Pennsylvania State University, wo sie bis zu ihrer Emeritierung als Professorin lehrte. Von 1966 bis 1967 forschte sie am Institute for Advanced Study. Von 1984 bis 1985 lebte sie in Saudi-Arabien, wo ihr Ehemann Gastprofessor an der König-Saud-Universität in Riad war. Von 1986 bis 1987 lebte sie in Bethlehem, wo ihr Ehemann ein Fulbright-Stipendium an der Universität Bethlehem erhalten hatte. 1988 forschte sie als Fulbright-Stipendiatin in Rabat, Marokko. In den folgenden Jahren lebten sie in Syrien und 1995 in Jordanien, wo ihr Ehemann ein weiteres Fulbright-Stipendium erhalten hatte. Sie starb im Alter von 102 Jahren in State College, Pennsylvania.

## Mitgliedschaften
- American Mathematical Society
- Mathematical Association of America

## Veröffentlichungen (Auswahl)
- A Theory of Normal Chains. In: Canadian Journal of Mathematics. Band 4, 1952, S. 162–188, doi:10.4153/CJM-1952-016-1.
- On the Primary Subgroups of a Group. In: Transactions of the American Mathematical Society. Band 72, Nr. 3, 1952
- My recollections of the early days of the congress and of my father, Lloyd Williams. In: Canadian Mathematical Society 1945–1995. Band 1, Canadian Mathematical Society, Ottawa, ON, 1995.